# Stricken
«Stricken» es una canción de la banda estadounidense de heavy metal Disturbed. La canción fue lanzada el 26 de julio de 2005 y es el sencillo principal de su tercer álbum de estudio Ten Thousand Fists. Fue certificado oro en los Estados Unidos por la RIAA el 18 de agosto de 2008 por haber vendido más de 500 000 copias.
El video musical fue dirigido por Nathan "Karma" Cox, y fue filmado en un hospital abandonado en el cual fueron filmadas varias escenas de la película de horror de 1984 A Nightmare on Elm Street., además la canción es muy conocida por ser el tema oficial del evento de WWE New Year's Revolution 2006 y ser una de las canciones del videojuego Guitar Hero 3 siendo una de las canciones más complicadas.

## Lista de canciones

### CD 1
1. «Stricken» - 4:07
2. «Hell» - 4:14
3. «Darkness» (En vivo por Music as a Weapon II) - 4:02

### CD 2
1. «Stricken» - 4:07
2. «Dehumanized» - 3:31

### Vinilo de 7"
1. «Stricken» - 4:07
2. «Dehumanized» - 3:31

## Posiciones
| Año  | Lista                                     | Posición |
| ---- | ----------------------------------------- | -------- |
| 2005 | Estados Unidos (Billboard Hot 100)        | 95       |
| 2005 | Estados Unidos (Mainstream Rock Tracks)   | 2        |
| 2005 | Estados Unidos (Modern Rock Tracks)       | 13       |
| 2005 | Estados Unidos (Pop 100)                  | 89       |
| 2005 | Reino Unido (The Official Charts Company) | 88       |